# Consell Internacional dels Monuments i Llocs Històrics
El Consell Internacional dels Monuments i Llocs Històrics, també conegut com a ICOMOS (en anglès International Council on Monuments and Sites) és una associació civil no governamental, situada a París, França lligada a l'ONU, a través de la Unesco.
ICOMOS va ser fundat el 1965, com a resultat de la Carta de Venècia del 1964. És l'organisme responsable de proposar els béns que reben el títol de Patrimoni Cultural de la Humanitat. El seu principal objectiu és el de promoure la teoria, la metodologia i la tecnologia aplicada a la conservació, a la protecció i a la valorització de monuments i de llocs d'interès cultural.
ICOMOS promociona la celebració del Dia Internacional dels Monuments i Llocs Històrics cada 18 d'abril. Té més de 9,500 membres individuals en 144 països, 110 comitès nacionals i 28 comitès científics internacionals.
L'Icomos és soci i membre fundador de Blue Shield, que treballa per a protegir el patrimoni cultural mundial amenaçat per guerres i desastres naturals.

## Estructura
L'Icomos està compost pels seus comitès nacionals (CN), després que individus i institucions hàgin sol·licitat ser membres. A més dels comitès nacionals, l'Icomos compta amb una sèrie de comitès científics internacionals (CCI), on experts en un determinat camp d'activitat dins del context de la conservació del patrimoni intercanvien punts de vista i debaten.
L'organització està encapçalada per un president, cinc vicepresidents, un secretari general i un tresorer, tots triats directament per l'assemblea general de l'organització. L'Assemblea General també tria a 12 membres addicionals en el Comitè Executiu i cinc membres més són cooptats en la junta executiva per a representar regions del món o àrees d'especialització que no formaven part del comitè executiu després de les eleccions. Els membres ex officio del Comitè Executiu són el president del Comitè Assessor i els presidents anteriors de Icomos, els qui assisteixen en qualitat d'assessors. El Comitè Executiu és l'òrgan executiu de l'associació.
El Comitè Assessor està compost pels presidents dels comitès nacionals, els presidents dels comitès científics internacionals i el president de l'Icomos com a membre ex officio. El comitè assessor va rebre la tasca d'assessorar i fer recomanacions a l'Assemblea General i al Comitè Executiu sobre assumptes relacionats amb polítiques i prioritats programàtiques.

### Comitès nacionals
Els comitès nacionals són organismes subsidiaris creats als països membres de la Unesco. Reuneixen membres individuals i institucionals i els ofereixen un marc per a la discussió i l'intercanvi d'informació. Cada comitè nacional adopta les seves pròpies regles de procediment i elabora el seu propi programa d'acord amb les metes i objectius de l'Icomos. En 2021, l'associació tenia 107 comitès nacionals. El lloc web de l'Icomos inclou una llista actualitzada regularment.

### Comitès científics internacionals
Els comitès científics internacionals (CCI) són entitats que se centren en àrees especialitzades de la conservació del patrimoni i estan formats per membres de l'organització extrets d'aquestes àrees especialitzades. Els programes científics de l'organització són coordinats pel «consell científic» format pels presidents dels ISC. Actualment, l'Icomos té 28 ISC. Una llista actualitzada regularment està disponible en el lloc web de l'Icomos.

### Grups de treball
L'Icomos duu a terme un procés de reflexió sobre doctrina i bones pràctiques en temes d'actualitat relacionats amb la conservació del patrimoni cultural. Per a això, crea grups de treball integrats per membres de l'Icomos que són professionals del patrimoni: arquitectes, arqueòlegs, professors i investigadors, curadors i científics. L'objectiu d'aquests grups pot ser la redacció d'una carta, la implementació d'activitats concretes (sessions de treball, tallers). Actualment existeixen 6 grups de treball, la llista del qual es pot trobar en la web de l'Icomos, en els quals experts reflexionen sobre una àmplia varietat de temes relacionats amb la conservació del patrimoni: patrimoni indígena, desenvolupament sostenible, Síria/Iraq, canvi climàtic i professionals emergents.

## Secretaria Internacional

### Centre de Documentació
Situat en la seu de l'Icomos a París, recopila, analitza i difon informació sobre tots els mètodes de conservació del patrimoni, en particular a través de la seva base de dades bibliogràfica (14 000 referències sobre el patrimoni arquitectònic mundial) i una gran fototeca que conté més de 8 000 fotografies. Està obert a consulta per a investigadors, siguin o no membres de l'Icomos.

### Publicacions
Les publicacions periòdiques de Icomos International són Icomos News, un butlletí per als membres, que ofereix informació actualitzada sobre les activitats de l'associació (trimestral en francès, anglès i espanyol), i la Revista Científica de Icomos, que es publica dues vegades a l'any, és una revista temàtica;
Les publicacions regulars de la secció francesa de l'Icomos són Le Bulletin d'information d'Icomos France, Els Cahiers de la Section Française de l'ICOMOS, Els Dossiers techniques, Els Mémentos techniques, Els Bulletins (dossiers donis colloques) i Els Enquêtes de la section française.

## Convenció del Patrimoni de la Humanitat
En 1972, l'Icomos va ser designat per la Convenció del Patrimoni Mundial de la UNESCO com un dels tres organismes consultius oficials del Comitè del Patrimoni Mundial, juntament amb la Unió Internacional per a la Conservació de la Naturalesa (UICN) i el Centre Internacional d'Estudis per a la Conservació i la Restauració dels Béns Culturals (ICCROM). En la seva qualitat d'assessor professional i científic del Comitè sobre tots els aspectes del patrimoni cultural, l'Icomos s'encarrega d'avaluar totes les propostes d'inscripció de béns culturals en la Llista del Patrimoni de la Humanitat d'acord amb els criteris establerts pel Comitè del Patrimoni de la Humanitat. A més del criteri bàsic del "Valor Universal Excepcional", l'Icomos avalua les propostes d'inscripció en funció d'aspectes relacionats amb l'autenticitat, la gestió i la conservació, tal com s'especifica en la Convenció del Patrimoni Mundial.
L'avaluació de les candidatures implica la consulta entre l'àmplia experiència representada pels membres de l'organització i els seus comitès nacionals i científics. També s'envien membres en missions d'experts per a realitzar avaluacions in situ dels béns proposats. Aquesta consulta en profunditat condueix a la preparació de recomanacions detallades que es presenten al Comitè del Patrimoni de la Humanitat en les seves reunions anuals.
L'Icomos també participa, a través del seu Secretariat Internacional i dels seus comitès nacionals i científics, en l'elaboració d'informes sobre l'estat de conservació dels béns inscrits en la Llista del Patrimoni de la Humanitat. Assessora al Centre del Patrimoni Mundial de la UNESCO sobre les sol·licituds d'assistència tècnica rebudes dels Estats que són part (és a dir, que han ratificat) la Convenció del Patrimoni de la Humanitat. L'Icomos conserva un arxiu complet de candidatures i informes en el centre de documentació de la seva seu a París.

## Cartes adoptades
Seguint la tradició de les Cartes d'Atenes i Venècia, Icomos ha desenvolupat i adoptat, en els anys transcorreguts des de la seva formació, una sèrie d'altres cartes i textos doctrinals que guien als professionals de la conservació del patrimoni en el seu treball. La majoria d'aquests documents són creats pels comitès internacionals de l'organització i després adoptats per l'Assemblea General triennal. Cadascun d'aquests textos aborda un àmbit específic de la pràctica professional en les professions relacionades amb la conservació del patrimoni. Després de la 17a Assemblea General de l'Icomos, celebrada a París al novembre de 2011, la llista de cartes és la següent:
- Carta Internacional per a la Conservació i Restauració de Monuments i Llocs (Carta de Venècia) - 1964
- Jardins Històrics (Carta de Florència) - 1981
- Carta Internacional per a la Protecció de les Ciutats Històriques (Carta de Washington) - 1987
- Carta Internacional per a la Gestió del Patrimoni Arqueològic - 1990
- Carta Internacional sobre la Protecció i Gestió del Patrimoni Cultural Subaqüàtic - 1996
- Carta Internacional del Turisme Cultural - Gestió del turisme en llocs de patrimoni significatiu - 1999
- Principis per a la conservació de les estructures històriques de fusta - 1999
- Carta del Patrimoni Vernacle Construït - 1999
- Carta de l'ICOMOS - Principis per a l'anàlisi, conservació i restauració d'estructures del patrimoni arquitectònic - 2003
- Principis de l'ICOMOS per a la preservació i conservació-restauració de pintures murals - 2003
- Carta de l'ICOMOS per als itineraris culturals - 2008
- Carta de l'ICOMOS per a la interpretació i presentació dels llocs del patrimoni cultural - 2008
- Principis Conjunts ICOMOS-TICCIH per a la Conservació dels Llocs, Estructures, Àrees i Paisatges del Patrimoni industrial ("Principis de Dublín") - 2011
- Principis de La Valeta per a la Conservació i Gestió de les Ciutats Històriques i Àrees Urbanes - 2011
- Principis ICOMOS-IFLA per als Paisatges Rurals com a Patrimoni - 2017
- Document ICOMOS-IFLA sobre Parcs Públics Urbans Històrics - 2017
- Directrius de Salalah per a la gestió de llocs arqueològics oberts al públic - 2017
- Principis per a la conservació del patrimoni construït en fusta - 2017

A més d'aquestes 18 cartes, existeix una llista d'altres 17 textos doctrinals, resolucions i declaracions, entre ells el Document de Nara sobre l'autenticitat. Al novembre de 1994, en la Conferència de Nara, Icomos va publicar aquest, que aborda la necessitat d'una comprensió més àmplia de la diversitat cultural i el patrimoni cultural en els esforços per conservar els llocs patrimonials.

## Premi Piero Gazzola
El Premi Gazzola va ser creat en 1979 en memòria de Piero Gazzola, un dels majors defensors de la conservació i restauració de monuments i llocs històrics, i fundador de l'Icomos. El premi es concedeix cada tres anys en l'Assemblea General de l'Icomos a una persona o grup de persones que hagin col·laborat i contribuït amb distinció a les finalitats i objectius de l'Icomos. El beneficiari ha de ser membre d'aquesta associació i és triat pel propi Comitè de Selecció designat per la Junta Directiva. El premi consisteix en una medalla i un diploma commemoratius.

## Llista d'assemblees generals
| Número | Any  | Assemblea general                     | Assemblea general | Termini   | President          | President    | Secretari general    | Secretari general |
| ------ | ---- | ------------------------------------- | ----------------- | --------- | ------------------ | ------------ | -------------------- | ----------------- |
| 21.    | 2023 | Sydney                                |                   | 2023–2026 | Teresa Patricio    | Bèlgica      | Jurn Buisman         | Països Baixos     |
| 20.    | 2020 | Online (due to the COVID-19 pandemic) |                   | 2020–2023 | Teresa Patricio    | Bèlgica      | Mario Santana        | Canadà            |
| 19.    | 2017 | Delhi                                 | Índia             | 2017–2020 | Toshiyuki Kono     | Japó         | Peter Phillips       | Austràlia         |
| 18.    | 2014 | Florence                              | Itàlia            | 2014–2017 | Gustavo Araoz      | Estats Units | Kirsti Kovanen       | Finlàndia         |
| 17.    | 2011 | Paris                                 | França            | 2011–2014 | Gustavo Araoz      | Estats Units | Kirsti Kovanen       | Finlàndia         |
| 16.    | 2008 | Québec                                | Canadà            | 2008–2011 | Gustavo Araoz      | Estats Units | Bénédicte Selfslagh  | Bèlgica           |
| 15.    | 2005 | Xi'an                                 | Xina              | 2005–2008 | Michael Petzet     | Alemanya     | Dinu Bumbaru         | Canadà            |
| 14.    | 2003 | Victoria Falls                        | Zimbàbue          |           |                    |              |                      |                   |
| 13.    | 2002 | Madrid                                | Espanya           | 2002–2005 | Michael Petzet     | Alemanya     | Dinu Bumbaru         | Canadà            |
| 12.    | 1999 | Mexico City                           | Mèxic             | 1999–2002 | Michael Petzet     | Alemanya     | Jean-Louis Luxen     | Bèlgica           |
| 11.    | 1996 | Sofia                                 | Bulgària          | 1996–1999 | Roland Silva       | Sri Lanka    | Jean-Louis Luxen     | Bèlgica           |
| 10.    | 1993 | Colombo                               | Sri Lanka         | 1993–1996 | Roland Silva       | Sri Lanka    | Jean-Louis Luxen     | Bèlgica           |
| 9.     | 1990 | Lausanne                              | Suïssa            | 1990–1993 | Roland Silva       | Sri Lanka    | Herb Stovel          | Canadà            |
| 8.     | 1987 | Washington, D.C.                      | Estats Units      | 1987–1990 | Roberto di Stefano | Itàlia       | Helmut Stelzer       | Alemanya Oriental |
| 7.     | 1984 | Rostock                               | Alemanya Oriental | 1984–1987 | Michel Parent      | França       | Abdelaziz Daoulatli  | Tunísia           |
| 6.     | 1981 | Rome                                  | Itàlia            | 1981–1984 | Michel Parent      | França       | Abdelaziz Daoulatli  | Tunísia           |
| 5.     | 1978 | Moscow                                | Unió Soviètica    | 1978–1981 | Raymond M. Lemaire | Bèlgica      | Ernest Allen Connaly | Estats Units      |
| 4.     | 1975 | Rothenburg ob der Tauber              | Alemanya          | 1975–1978 | Raymond M. Lemaire | Bèlgica      | Ernest Allen Connaly | Estats Units      |
| 3.     | 1972 | Budapest                              | Hongria           | 1972–1975 | Piero Gazzola      | Itàlia       | Raymond M. Lemaire   | Bèlgica           |
| 2.     | 1969 | Oxford                                | Regne Unit        | 1969–1972 | Piero Gazzola      | Itàlia       | Raymond M. Lemaire   | Bèlgica           |
| 1.     | 1965 | Kraków                                | Polònia           | 1965–1969 | Piero Gazzola      | Itàlia       | Raymond M. Lemaire   | Bèlgica           |

## Rrreferències
1. ↑  «Mission de l'ICOMOS» (en francès). [Consulta: 18 febrer 2021].
2. ↑  «Histoire du centre de documentation» (en francès). [Consulta: 18 febrer 2021].
3. ↑  «Introducing ICOMOS - International Council on Monuments and Sites». [Consulta: 29 novembre 2015].
4. ↑  «Members of the Advisory Committee».   International.icomos.org. Arxivat de l'original el 2015-09-24. [Consulta: 5 agost 2015].
5. ↑  «Blue Shield». [Consulta: 6 juny 2023].
6. ↑  «ICOMOS Statutes, adopted by the Vth General Assembly on 22 May 1978 in Moscow». [Consulta: 22 desembre 2013].
7. ↑  Article 12, ICOMOS Statutes, adopted by the Vth General Assembly on 22 May 1978 in Moscow
8. ↑  (anglès) Centro de documentación Unesco – Icomos
9. ↑  «Base de datos «Castor» del laboratorio de investigación de los monumentos históricos (LRMH)». Arxivat de l'original el 2016-03-03. [Consulta: 12 gener 2024].
10. ↑  «unesco». [Consulta: 6 juny 2023].
11. ↑  «Liste des chartes et autres textes doctrinaux de l'ICOMOS». icomos.org. [Consulta: 27 abril 2021].
12. ↑  lista
13. ↑  [enllaç sense format] https://www.icomos.org/en/about-icomos/2016-11-17-13-14-08/honors-and-awards Gazzola Prize
14. ↑   Awards, honors & prizes: International and foreign. 2.  Gale Group, 2001, p. 312. ISBN 978-0-7876-3405-6.